# Foam Lake
Foam Lake är en ort i Kanada.   Den ligger i provinsen Saskatchewan, i den sydöstra delen av landet, 2 100 km väster om huvudstaden Ottawa. Foam Lake ligger 552 meter över havet och antalet invånare är 1 138.
Terrängen runt Foam Lake är platt, och sluttar norrut. Trakten runt Foam Lake är nära nog obefolkad, med mindre än två invånare per kvadratkilometer.. Det finns inga andra samhällen i närheten. 
Trakten runt Foam Lake består till största delen av jordbruksmark.